# Роджер Сміт (тенісист)
Роджер Сміт (нар. 20 січня 1964) — колишній багамський тенісист.
Найвищу одиночну позицію світового рейтингу — 96 місце досяг 1 серпня 1988, парну — 73 місце — 4 березня 1991 року.
Здобув 3 парні титули.
Найвищим досягненням на турнірах Великого шолома був чвертьфінал в парному розряді.
Завершив кар'єру 2002 року.

## Фінали турнірів ATP за кар'єру

### Парний розряд (3–1)
| Легенда singles                                 |
| Великий шлем (0)                                |
| Фінали Світового туру ATP (0)                   |
| ATP Super 9 / Серія Мастерс ATP (0)             |
| Серія турнірів ATP / ATP International Gold (0) |
| Світова серія ATP / Серія ATP Інтернешнл (3)    |

| Результат | W-L | Дата     | Турнір                   | Покриття   | Партнер               | Суперники                       | Рахунок       |
| --------- | --- | -------- | ------------------------ | ---------- | --------------------- | ------------------------------- | ------------- |
| Перемога  | 1–0 | Жов 1988 | Tel Aviv Open, Тель-Авів | Тверде     | Пол Векеса            | Патрік Баур Александр Мронц     | 6–3, 6–3      |
| Поразка   | 1–1 | Жов 1989 | Тулуза, Франція          | Тверде (i) | Тодд Нелсон           | Мансур Бахрамі Ерік Віноградскі | 2–6, 6–7      |
| Перемога  | 2–1 | Вер 1991 | Brasília Open, Бразиліа  | Килим      | Кент Кіннієр          | Рікардо Асіолі Мауру Менезіс    | 6–2, 3–6, 7–6 |
| Перемога  | 3–1 | Січ 1996 | Shanghai Open, Шанхай    | Килим (i)  | Марк Ноулз (тенісист) | Джим Грабб Майкл Теббутт        | 4–6, 6–2, 7–6 |